# Goldbach (Neder-Franken)

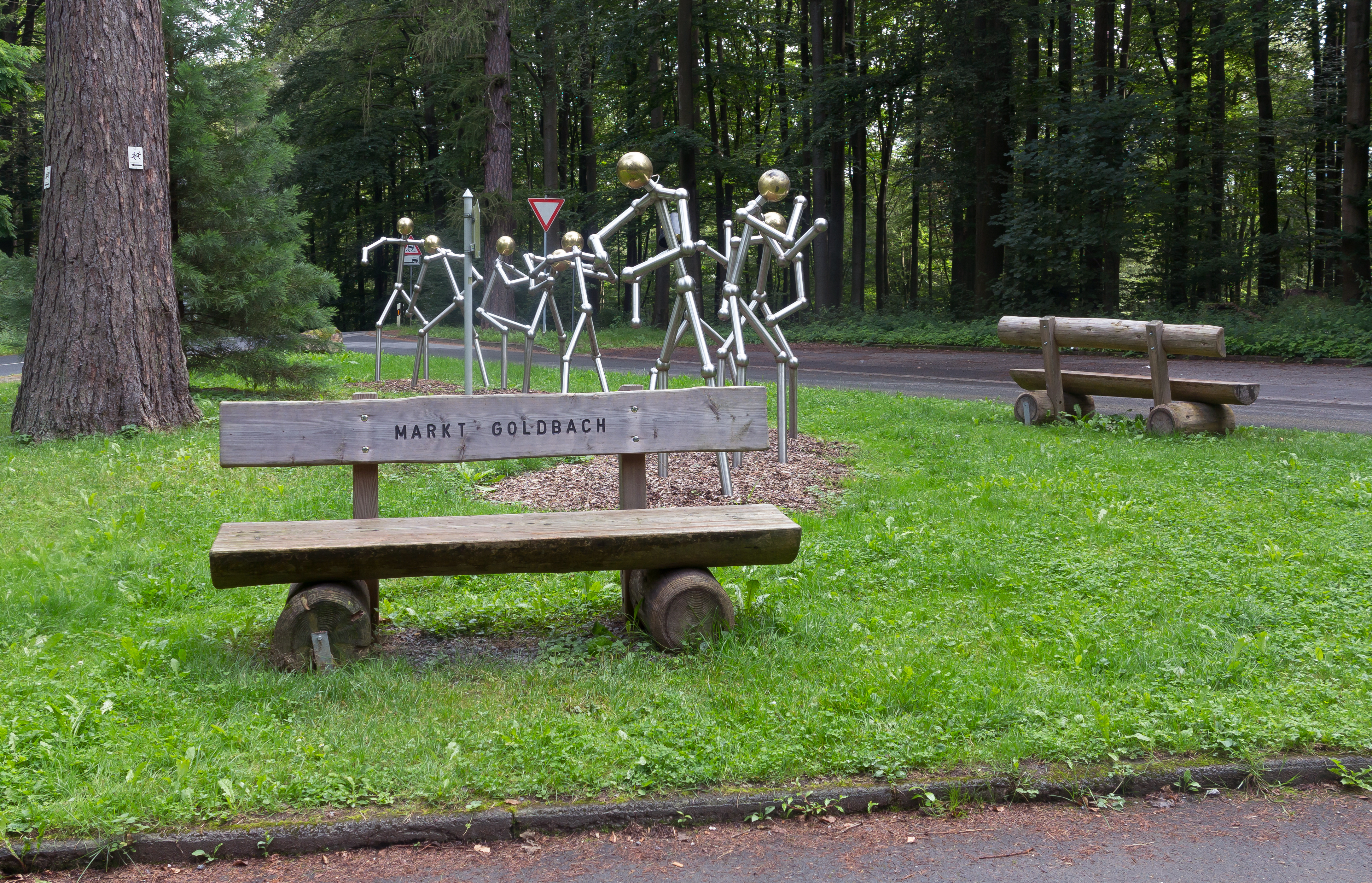
Markt Goldbach, sculptuur

Goldbach is een plaats in de Duitse deelstaat Beieren. De gemeente, met de status Markt, maakt deel uit van het Landkreis Aschaffenburg.
De E41, die in Dortmund begint, langs Frankfurt komt en daarna voor Würzburg naar Stuttgart afbuigt, ligt bij Goldbach onder een aangelegde tunnel. Dat is tegen de geluidshinder.
Alzenau in Unterfranken ·
Bessenbach ·
Blankenbach ·
Dammbach ·
Geiselbach ·
Glattbach ·
Goldbach ·
Großostheim ·
Haibach ·
Heigenbrücken ·
Heimbuchenthal ·
Heinrichsthal ·
Hösbach ·
Johannesberg ·
Kahl am Main ·
Karlstein am Main ·
Kleinkahl ·
Kleinostheim ·
Krombach ·
Laufach ·
Mainaschaff ·
Mespelbrunn ·
Mömbris ·
Rothenbuch ·
Sailauf ·
Schöllkrippen ·
Sommerkahl ·
Stockstadt am Main ·
Waldaschaff ·
Weibersbrunn ·
Westerngrund ·
Wiesen